# Максимиха (река)
Макси́миха — река в России, протекает по Баргузинскому району Бурятии. Впадает в озеро Байкал.

## География
Длина реки — 24 км (вместе с Правой Максимихой — 43 км), площадь водосборного бассейна — 444 км². Образуется слиянием рек Левая Максимиха и Правая Максимиха, берущими начало на юго-западных склонах Голондинского хребта.
По данным наблюдений с 1955 по 1999 год среднегодовой расход воды в 1,3 км от устья составляет 1,68 м³/с.
Впадает в губу Максимиха Баргузинского залива Байкала, перед этим образуя култук (небольшой залив), шириной 300—450 м, ограниченный песчаной косой от губы.
В устье по обоим берегам расположено село Максимиха, где река пересекается Баргузинским трактом.

## Данные водного реестра
По данным государственного водного реестра России и геоинформационной системы водохозяйственного районирования территории РФ, подготовленной Федеральным агентством водных ресурсов:
- Бассейновый округ — Ангаро-Байкальский
- Речной бассейн — бассейны малых и средних притоков средней и северной части озера Байкал
- Водохозяйственный участок — бассейны рек средней части озера Байкал от северо-западной границы бассейна реки Баргузин до северной границы бассейна реки Селенги

## Топографическая карта
- Лист карты N-49-98 Максимиха. Масштаб: 1 : 100 000. Состояние местности на 1982 год. Издание 1987 г.